# Stazione di Mandatoriccio-Campana
La stazione di Mandatoriccio-Campana è una stazione ferroviaria posta sulla ferrovia Jonica. Serve i centri abitati di Mandatoriccio e di Campana.

## Storia
Fino al 1940 era denominata semplicemente "Campana".

## Movimento

### Trasporto regionale
La stazione è servita da treni Regionali che collegano Mandatoriccio-Campana con:
- Sibari
- Catanzaro Lido
- Crotone
- Lamezia Terme Centrale (via Catanzaro Lido)

I treni del trasporto regionale vengono effettuati con ALn 663, ALn 668 in singolo e doppio elemento, vengono anche utilizzati i treni ATR.220 Swing.